# Antón Fraguas Fraguas
Antón Fraguas Fraguas (Loureiro, Cotobade, Pontevedra, 28 de desembre de 1905 - Santiago de Compostel·la, La Corunya, 5 de novembre de 1999), va ser un escriptor, historiador, antropòleg i etnògraf gallec d'ideologia galleguista.

## Trajectòria
Va estudiar el batxillerat a Pontevedra, on va ser alumne de Castelao i Antón Losada Diéguez, i la carrera de Filosofia i Lletres a Santiago de Compostel·la, on es va llicenciar el 1928.
El 1923 (amb 18 anys) va ser un dels fundadors de la Societat de la Llengua, a Pontevedra, amb l'objectiu de promoure la defensa del gallec i publicar un diccionari, que mai va sortir a la llum. Quan va ser a Santiago va ingressar en les Irmandades da Fala i va començar a col·laborar amb el Seminari d'Estudis Gallecs, en el qual va ser admès com a membre el 1928, en les seccions de Geografia i d'Etnografia i Folklore. Dins del Seminari va iniciar l'estudi de la geografia històrica de Galícia, dedicant-se especialment a les Rías Baixas i a les terres de Cotobade. Com etnògraf, va començar amb l'estudi dels costums al voltant del carnaval.
Va ser professor de l'institut de l'Estrada des de 1933 fins al començament de la Guerra Civil Espanyola. Després de la revolta militar de 1936 va sofrir una repressió per les seves actituds galleguistes, sent tirat del seu lloc de treball. Després de ser detingut, a més, va ser obligat a esborrar amb insulsa càustica les pintades a favor de l'Estatut d'Autonomia. Va haver de treballar en l'ensenyament privat fins que el 1950 va poder recuperar la càtedra de l'institut i poder doctorar-se, la qual cosa va fer a la Universitat de Madrid amb una tesi sobre el col·legi de Fonseca. Posteriorment va ser professor a Lugo i Santiago, fins a la seva jubilació el 1975.

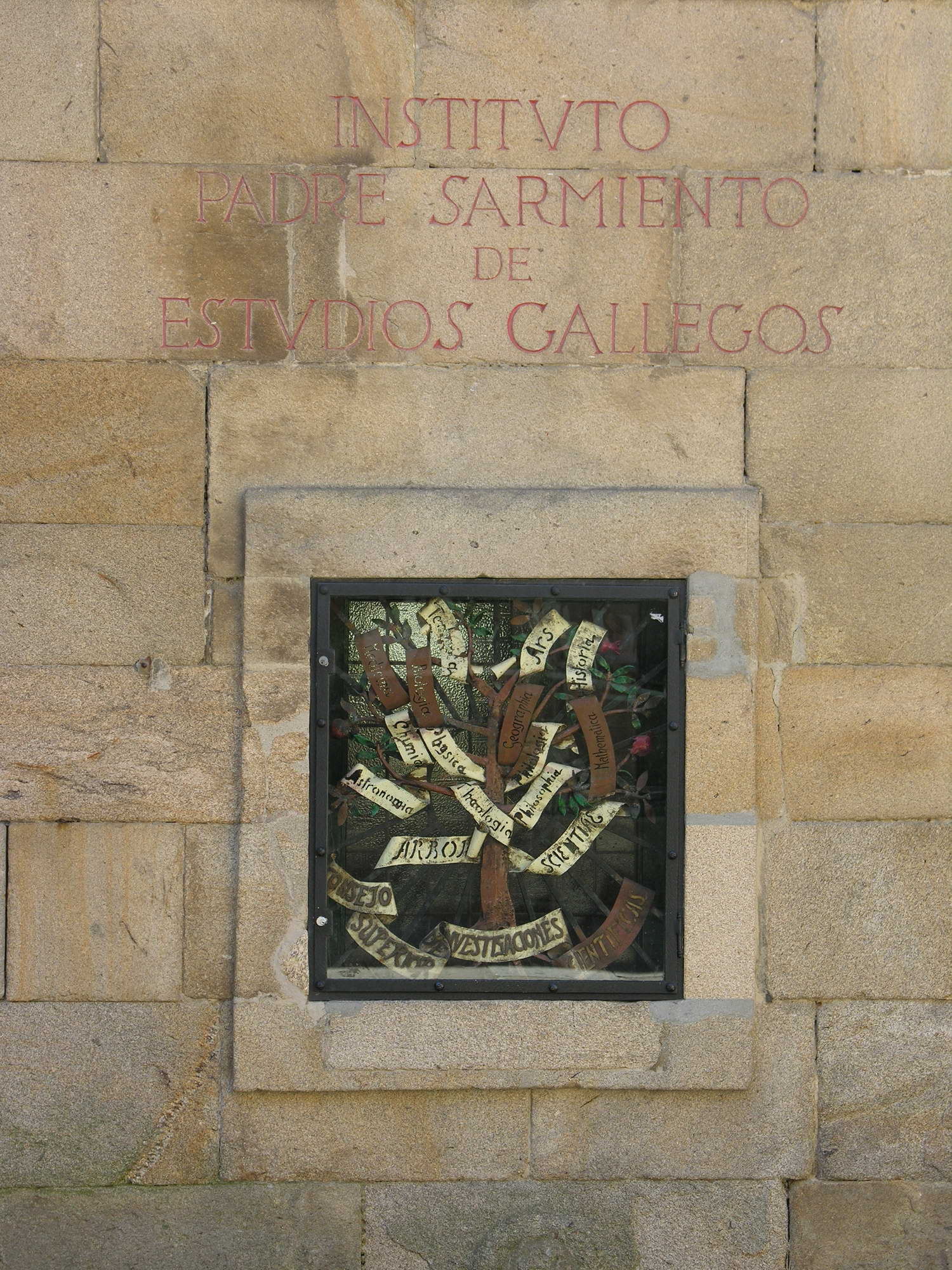
Institut Pare Sarment d'Estudis Gallecs, a Santiago de Compostel·la.

Fraguas va ser un dels protagonistes de la transformació del Seminari d'Estudis Gallecs (desmantellat pel règim de Francisco Franco), en l'Institut Pare Sarmiento d'Estudis Gallecs, en el qual va ser bibliotecari, secretari i director de la secció d'Etnografia i Folklore, publicant les seves recerques en la revista editada per l'Institut, Quaderns d'Estudis Gallecs.